# Burnsovy burgery
Burnsovy burgery (v anglickém originále Burger Kings) jsou 18. díl 32. řady (celkem 702.) amerického animovaného seriálu Simpsonovi. Scénář napsal Rob LaZebnik a díl režíroval Lance Kramer. V USA měl premiéru dne 11. dubna 2021 na stanici Fox Broadcasting Company a v Česku byl poprvé vysílán 24. května 2021 na stanici Prima Cool.

## Děj
Kuchař panu Burnsovi přinese jídlo, které mu nechutná, a tak si dá Krustyho hamburger, kvůli kterému málem zemře. Jakmile zjistí, že je jeho špatný zdravotní stav důvodem k radosti pro Springfielďany, Smithers mu pomůže si zlepšit pověst mezi občany pomocí Burnsovy nové lásky k hamburgerům. Robot profesora Frinka pro něj vytvořil speciální bezmasý hamburger vyrobený z exotických rostlin. Burns si tedy plánuje otevřít vlastní řetězec s názvem X-cell-entní burger, čímž si vydobyde přízeň rodiny Simpsonových i dalších Springfielďanů, a Homera si najme jako mluvčího, který hraje v reklamách na zeleném plátně.
Mezitím Marge zakoupí akcie X-cell-entního burgeru kvůli chybující asistence Alexe. Ještě před otevřením započala konkurenční válka mezi Krustyho a Burnsovým podnikem, hlásí Kent Brockman. Bart je smutný, neboť si myslí, že Krusty burger kvůli Burnsovu úspěchu zkrachuje, i když se klaun Krusty snaží nalákat zákazníky na svůj nový produkt. Bart, Líza a Milhouse se vydají do výroby a zjistí, že Burnsovy hamburgery se vyrábí z ohrožených druhů rostlin z amazonského pralesa.
Líza se vydá za Burnsem, Marge i Homerem a snaží se X-cell-entní burger zničit, každý ji však odmítne. V noci se Homerovi zdá sen o tom, co mu Líza řekla, a nakonec změní názor. Na celostátní otevíračce Homer s Lízou využijí „díry ve smlouvě“, čímž veřejnosti potvrdí, že se Burnsovy burgery vyrábí z ohrožených druhů rostlin, což pravděpodobně povede k destrukci planety. Lidé na otevíračce jsou naštvaní, zatímco Krusty získá svou pozici na trh zpět. Když odjíždí se Smithersem, je Burns šťastný, že ho nakonec město opět nenávidí.

## Produkce

### Vydání
Roku 2021 vydala stanice Fox Broadcasting Company devět propagačních obrázků k dílu.

### České znění
Režisérem českého znění byl Zdeněk Štěpán, díl přeložil Vojtěch Kostiha a úpravkyní dialogů Ladislava Štěpánová. Hlavní role nadabovali Vlastimil Zavřel, Martin Dejdar, Jiří Lábus a Ivana Korolová. České znění vyrobila společnost FTV Prima v roce 2021.

## Přijetí

### Sledovanost
Ve Spojených státech díl v premiéře sledovalo 1,24 milionu diváků. Rating ve věkové skupině 18–49 let dosáhl při premiérovém vysílání hodnoty 0,4.

### Kritika
Tony Sokol, kritik Den of Geek, okomentoval díl slovy: „Je plný gagů, vtipů, sarkasmu a vtipných hlášek. (…) Už úvodní gaučový gag nabízí abstraktní předkrm k příběhu. Rodina Simpsonových je vykreslena jako předsmažené brambory. Je to sice jen příloha, ale výsledné jídlo doplňuje,“ a ohodnotil jej 5 hvězdičkami z 5. Také poznamenal, že se již nyní jedná o uspokojivou řadu.